# Санси (гора)
Санси́, Пюи́-де-Санси́ (фр. Puy de Sancy, окс. Puèi de la Crotz) — горная вершина во Франции, высочайшая точка Центрального массива.
Вершина входит в состав группы вулканов Мон-Дор. Высота её достигает 1885 м. Сложена эффузивами (преимущественно трахитами).